# 署名ブロック

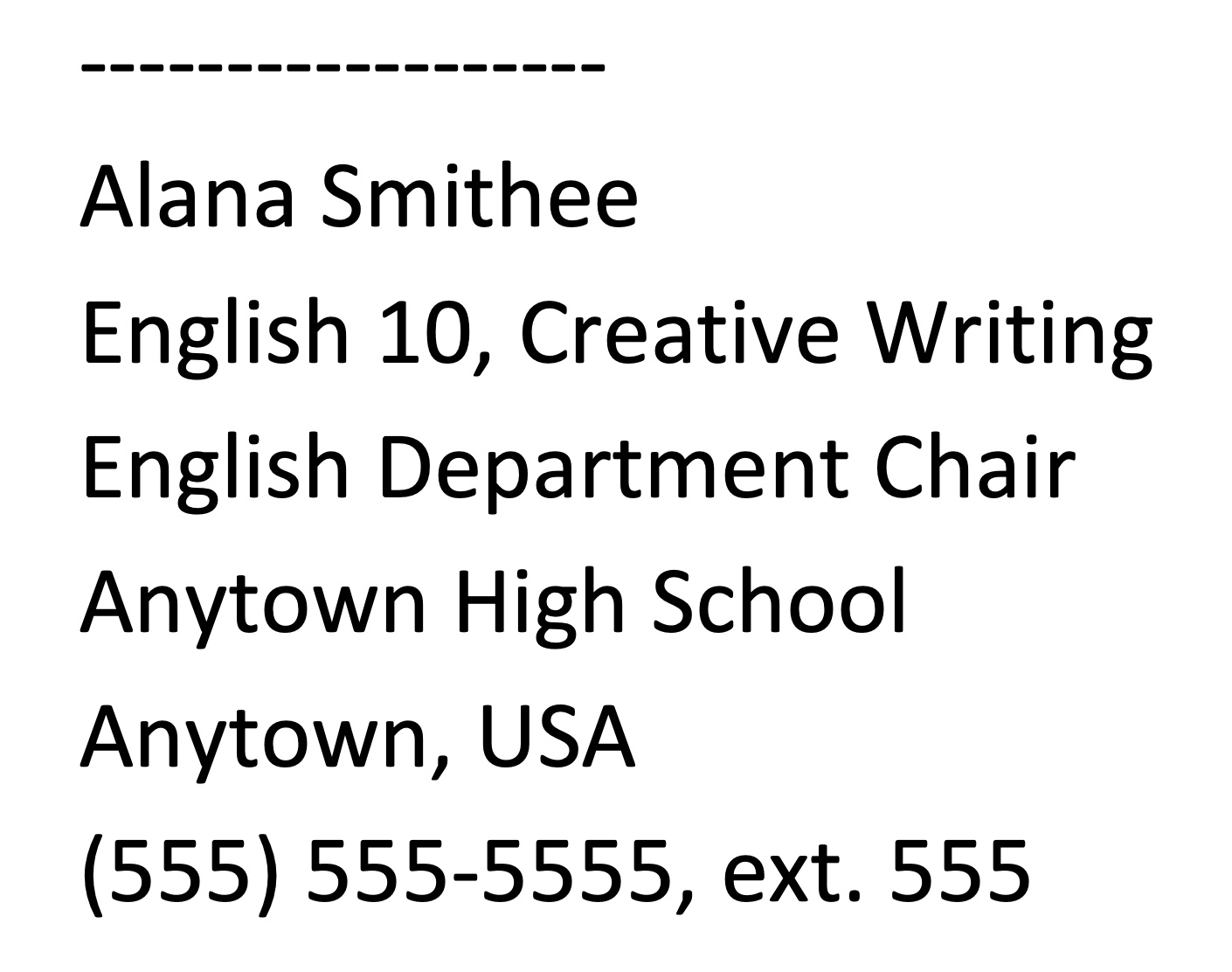
Eメールの署名ブロックの例

署名ブロック（しょめいブロック、英: signature block、signature、sig block、sig file、.sig、dot sig、siggy または単に sig）とは、Eメール、Usenetの記事、またはフォーラムの投稿の末尾に自動的に追加される個人用のテキストブロックである。

## EメールとUsenet
Eメール署名（email signature）は、送信者の名前、住所、電話番号、免責事項、その他の連絡先情報を含むことが多いテキストブロックであり、Eメールの末尾に自動的に追加される。
インターネットの初期からある伝統的な.sigの慣習では、ASCIIの等幅フォントを用いることが一般的である。これは、MIMEやHTML形式のEメールが普及する以前から続く文化である。この伝統において、署名ブロックは1行以上のテキストで構成され、著者の電話番号やEメールアドレス、URL（所有または好まれるウェブサイト）、引用（時にはfortuneのようなツールによって自動生成されることもある）、またはASCIIアートなどが含まれることが多い。また、一部のユーザーは自己分類コードを記載することもある。
ほとんどのEメールクライアント（例: Mozilla Thunderbird、Opera Mail、Microsoft Outlook、Outlook Express、Eudora）は、新規メッセージに署名を自動的に追加するように設定できる。また、署名ブロックの簡略版（「署名ライン」とも呼ばれる）は、単に名前のみを記載することが多く、投稿や返信の終わりを示すために使用される。さらに、多くのメールサーバーは、すべての送信メールに署名を自動的に追加するように設定できる。

### Eメール署名ジェネレーター
Eメール署名ジェネレーター（email signature generator）とは、HTMLのコーディング知識が不要で、あらかじめ用意されたテンプレートを使用してデザインされたEメール署名を作成できるアプリやウェブアプリのことである。

### Usenetの署名
署名ブロックは、Usenetのディスカッションシステムでも使用されている。
...orist it's an unnecessary optimization and a (to use your words)
"performance hack", but I'm interested in a Real operating system ---
not a research toy.

=-=-=-=-=-=-=-=-=-=-=-=-=-=-=-=-=-=-=-=-=-=-=-=-=-=-=-=-=-=-=-=-=-=-=
Theodore Ts'o				bloom-beacon!mit-athena!tytso
308 High St., Medford, MA 02155		ty...@athena.mit.edu
   Everybody's playing the game, but nobody's rules are the same!
—アンドリュー・タネンバウムとリーナス・トーバルズの議論中のセオドア・ツォーによる実際の例

### ビジネスにおけるEメール署名
企業では、メッセージに署名ブロックを自動的に追加したり、特定のスタイルを義務付けたりすることが一般的である。これらの署名ブロックは、標準的な名刺に類似しており、企業のロゴが含まれることもある。また、一部のケースではvCardが自動的に添付される。
さらに、法的文言を含むさまざまな種類のEメール免責条項が自動的に追加されることもある。しかし、これらの免責条項が法的にどの程度の効力を持つかは不明確であり、しばしば風刺の対象となる。
ビジネスEメールでは、各国の法律に基づき特定の情報を署名ブロックに含める必要がある場合がある。
- ドイツでは、企業はEメールの署名に会社名、登記番号、登録地などを明記することが義務付けられている[10]。
- アイルランドでは、Director of Corporate Enforcement（企業執行局）が、全ての有限会社に対し、Eメールやウェブサイトでこの情報を開示するよう求めている[11]。
- イギリスでは、Eコマース規則（EU法に準拠）により、有限会社が送信するEメールにこの情報を記載することが義務付けられている[12][13]。また、イングランドとウェールズでは「Mehta v J Pereira Fernandes」事件において、Eメールのヘッダーに追加されるEメールアドレスは法的な署名とはみなされないと判決された。ただし、法的に署名として認められるためには、フルネーム、姓とイニシャルの組み合わせ、イニシャルのみ、または特定の識別コード（例えばLloyd's slip scratchのようなもの）が文書に意図的に追加される必要がある[14]。

これらの規則は一部で「過度に官僚的である」と批判されることもあるが、基本的には従来の紙のビジネス文書の要件をEメールにも適用したものである。